# HSC-9
9ème Escadron d'hélicoptères de combat maritime
Le Helicopter Sea Combat Squadron Nine (HSC-9 ou HELSEACOMBATRON 9), anciennement Helicopter Anti-Submarine Squadron THREE (HS-3), également connu sous le nom de "Tridents", est un escadron d'hélicoptères de combat de l'US Navy de la Base navale de Norfolk exploitant le MH-60S Seahawk. L'escadron fait partie de la Carrier Air Wing Eight et s'est déployé à bord de l'USS George H. W. Bush (CVN-77) jusqu'en 2020 pour fournir des capacités de guerre anti-surface, de ravitaillement vertical, de recherche et sauvetage au combat et de soutien aux Forces spéciales du Naval Special Warfare Command d'un groupe aéronaval.
En 2021, le CVW-8 a été réaffecté à l'USS Gerald R. Ford (CVN-78).

## Historique

### Origine

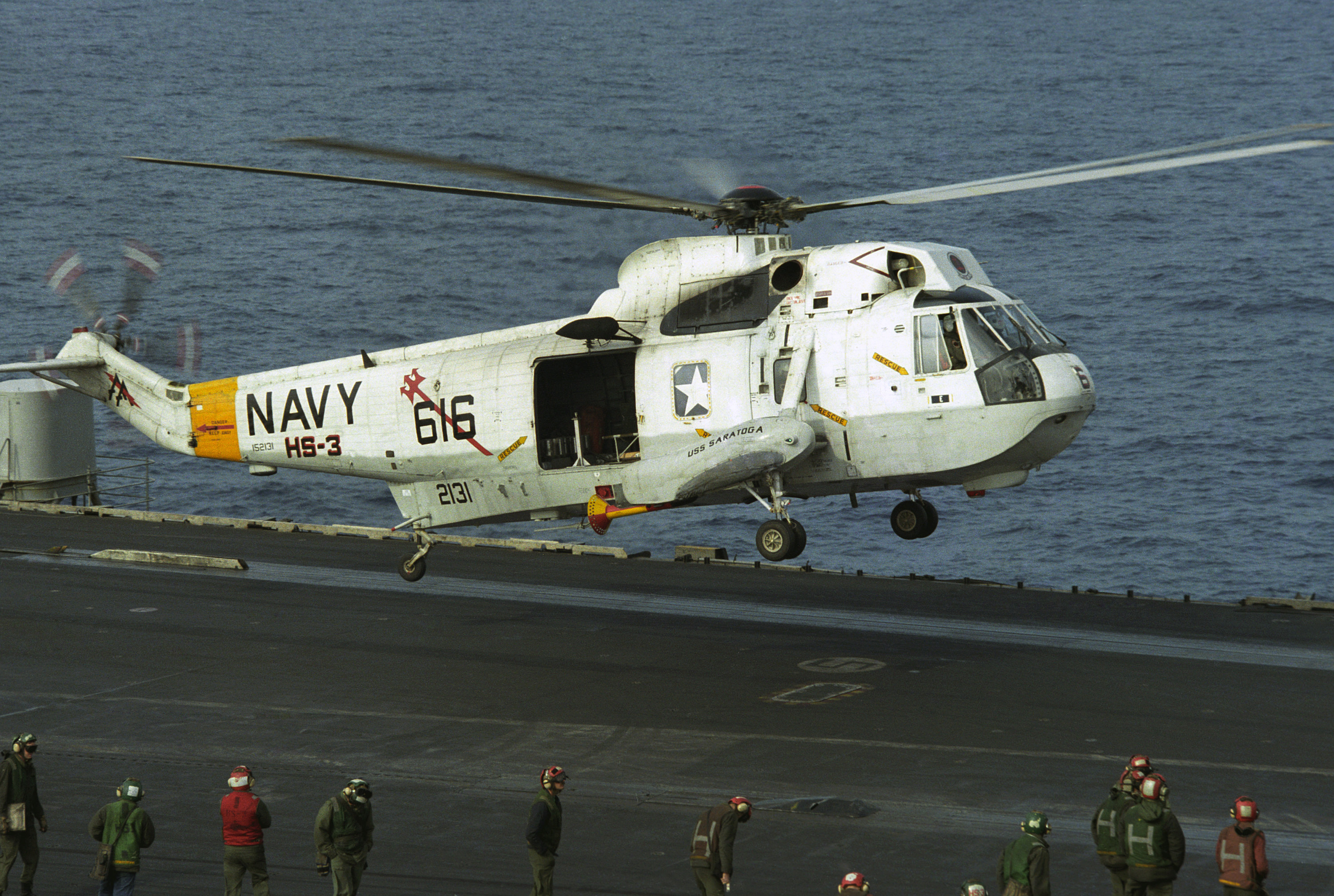
Sikorsky SH-3H Sea King du HS-3 sur l'USS Saratoga en 1986

À l'origine, il a été créé en tant que Helicopter Antisubmarine Squadron Three (HS-3)  le 18 juin 1952, au NAF Elizabeth City, en Caroline du Nord. L'escadron a commencé aux commandes de l'hélicoptère Piasecki HUP-2S Retriever, puis à l'hélicoptère Sikorsky HO4S et Sikorsky HSS-1 Seabat. En 1959, l'escadron a reçu le Sikorsky HSS-1N Seabat lui donnant la capacité d'opérer de nuit. 
Le HS-3 a été le premier escadron opérationnel de la flotte de l'Atlantique à exploiter le HSS-2 Sea King propulsé par une turbine à gaz en 1961. De plus, en 1982, le HS-3 est devenu le premier escadron à se déployer avec l'ordinateur de données sonar AN/AQS-13 (en).

### Transition du HS-3

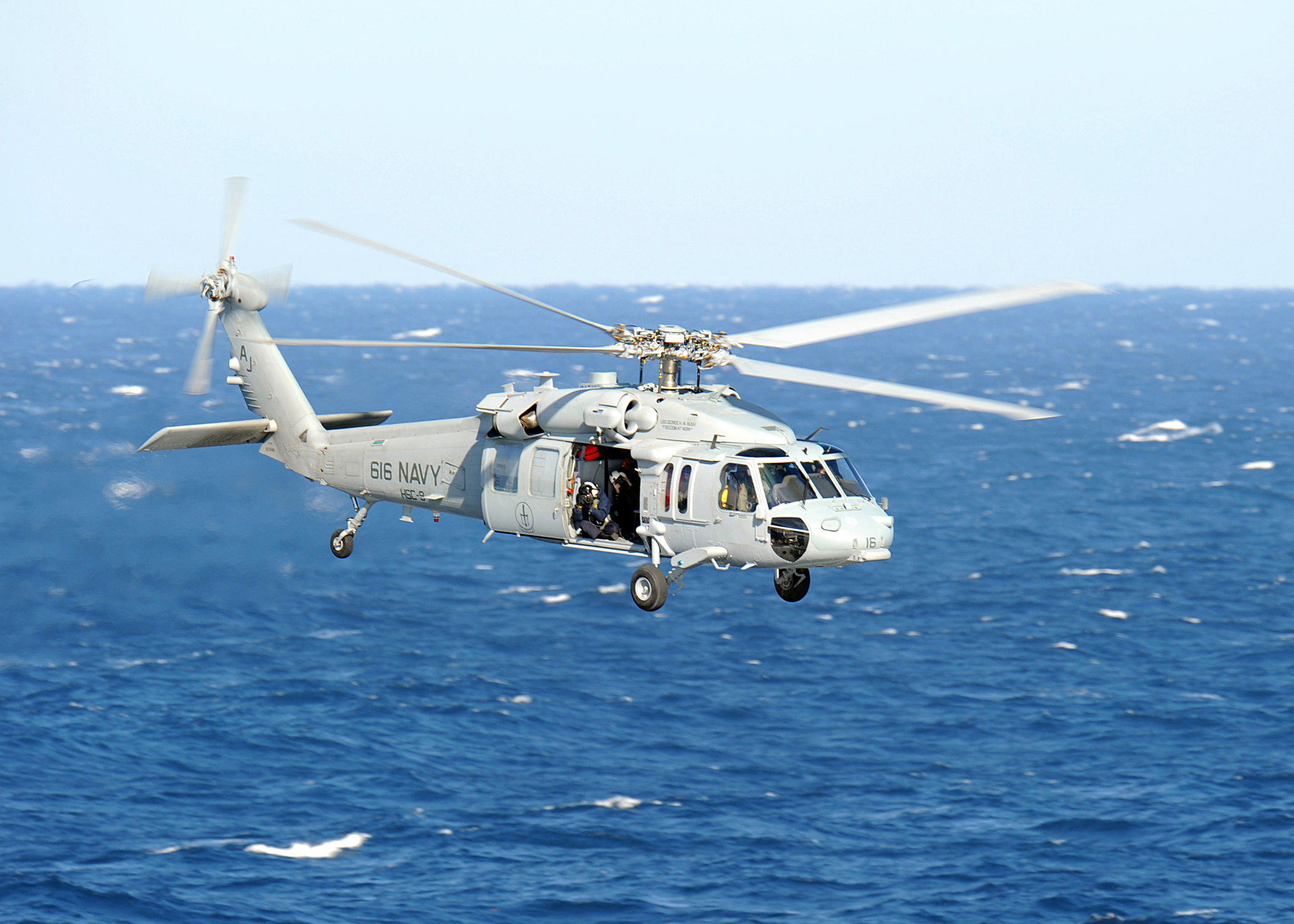
MH-60S Sea Hawk du HSC-9 en 2010

Le 16 avril 2009, le HS-3 est rentré  à la Naval Air Station Jacksonville, en Floride, après leur dernière mission en tant qu'escadron d'hélicoptères de lutte anti-sous-marine. À partir de mai, l'escadron a rejoint la base navale de Norfolk, Virginie pour piloter le MH-60S Seahawk. Le 1er juin 2009, le HS-3 a été renommé Helicopter Sea Combat Squadron NINE (HSC-9).
Le 13 janvier 2010, les Tridents ont envoyé deux hélicoptères à l'appui de l'Opération Réponse unifiée, fournissant une aide humanitaire et des secours en cas de catastrophe à la suite du Séisme de 2010 en Haïti. Le personnel de l'escadron a passé trois mois déployés à bord de l'USS Carl Vinson (CVN-70) et de l'USS Bataan (LHD-5) au large d'Haïti, livrant plus de 130 tonnes de fournitures de secours en cas de catastrophe et effectuant 240 missions d'évacuation sanitaire sur l'île. 
Le HSC-9 a été réaffecté au Carrier Air Wing Eight embarqué dans l'USS George H. W. Bush (CVN-77), se déployant en mer Méditerranée et dans le golfe Persique en 2011, 2014 et 2017.  Il est subordonné au commandant du Helicopter Sea Combat Wing, Atlantic  au sein du Naval Air Force Atlantic